# Schallern
Schallern ist ein Stadtteil der Stadt Erwitte im Kreis Soest mit 317 Einwohnern (Stand Juni 2024).

## Geografische Lage
Schallern liegt unmittelbar etwa 10 km westlich von Erwitte, 10 km östlich von Soest und 35 km westlich von Paderborn sowie 45 km östlich von Dortmund.
Das Dorf liegt zudem auf direkter Höhe des alten Hellwegs bzw. der heutigen Bundesstraße 1.

## Geschichte
Am 1. Januar 1975 wurde die bis dahin selbstständige Gemeinde Schallern im Zuge der kommunalen Neugliederung in Nordrhein-Westfalen ein Ortsteil der Stadt Erwitte.

## Ortsvorsteher
Bodo Tiggesmeier (CDU)

## Besonderheiten
Zu den Besonderheiten gehören die St.-Georg-Kapelle, der Schützenverein mit der Zeltvermietung, der Spielmannszug mit seinen über 40 aktiven Mitgliedern und die Löschgruppe mit dem Mittleren Löschfahrzeug und dem Gerätewagen Dekontamination Personal.